# Семёнов, Виктор Анатольевич
Виктор Анатольевич Семёнов (24 августа 1931 — 4 октября 2010) — советский и российский учёный в области агропочвоведения и земледелия, академик ВАСХНИЛ (1990).

## Биография
Родился в Костроме. Окончил Ленинградскую лесотехническую академию (1954).
- 1954—1960 инженер-таксатор Ленавиаотряда треста лесной авиации.
- 1960—1977 младший научный сотрудник, старший научный сотрудник, заведующий отделом агропочвоведения, заместитель директора по научной работе Северо-Западного НИИ сельского хозяйства.
- 1977—1979 директор Ленинградского филиала ЦНИИ агрохимического обслуживания сельского хозяйства.
- 1979—1989 генеральный директор НПО «Белогорка».
- 1989—1999 заместитель председателя Отделения по Нечернозёмной зоне РФ ВАСХНИЛ.
- 1999—2010 заведующий отделом физики, физикохимии и биофизики почв Агрофизического НИИ.

Доктор сельскохозяйственных наук (1985), профессор (1986), академик ВАСХНИЛ (1990), академик РАСХН (1992).
Один из авторов системы ведения сельского хозяйства для Северо-Западной зоны РСФСР.
Награждён орденами «Знак Почёта» (1978), Трудового Красного Знамени (1982) и медалями.
Публикации:
- Методические рекомендации по разработке на ЭВМ технологий при программировании урожаев сельскохозяйственных культур / соавт.: Л. А. Селиванова, В. И. Мирный; Сев.-Зап. НИИСХ. — Л., 1986. — 30 с.
- Справочник полевода / соавт. Л. А. Синякова. — Л.: Лениздат, 1988. — 130 с.
- Методические рекомендации по расчету цены земли в сельском хозяйстве / соавт. Л. А. Селиванова; Сев.-Зап. НИИСХ. — СПб., 1995. — 98 с.
- Программа восстановления и развития сельского хозяйства: (Ленинградская модель) / соавт.: Ю. К. Ковальчук и др. — СПб., 1998. — 50 с.
- Физико-агрономический словарь / соавт.: В. П. Якушев и др.; Агрофиз. НИИ. — СПб., 2000. — 137 с.
- Большой балансовый опыт: методология и основы методики / Агрофиз. НИИ. — СПб., 2004. — 25 с.